# Hiebe auf den ersten Blick
Hiebe auf den ersten Blick (jap. 白と黒 ～Black & White～, Shiro to Kuro ～Black & White～; dt. beides Schwarz und Weiß) ist eine Manga-Serie im Yuri-Genre von Sal Jiang, der in Japan im Zeitraum von 2020 bis 2023 zuerst online und ab 2021 in drei Bänden physisch veröffentlicht wurde.

## Inhalt
Die Geschichte folgt der Hassliebe-Beziehung zwischen den zwei Angestellten Junko Shirakawa und Kayo Kuroda, die am selben Arbeitsplatz, einer großen Bank, arbeiten. Ihr Konkurrenzdenken führt im Extrem einerseits immer wieder zu Gewalt und andererseits zu erotischen Szenen.

## Veröffentlichung
Geschrieben und gezeichnet von Sal Jiang, erschien der Yuri-Manga seit 2020 im Online-Magazin Comic Ruelle des Verlags Jitsugyo no Nihon Sha. Eine Veröffentlichung in physischer Form als Tankōbon erfolgte ab dem 14. April 2021 und wurde mit dem dritten Band am 18. Mai 2023 zum Abschluss gebracht.  
Im Deutschen wurde der Manga bei Egmont Manga von 2023 bis 2024 in drei Bänden publiziert. Die Übersetzung aus dem Japanischen übernahm Antje Bockel. 
Bei Ankündigung der Übersetzung im Oktober 2022 war der Manga im Original noch nicht abgeschlossen.
Auf Englisch erscheint der Manga bei Seven Seas Entertainment unter dem Titel Black and White: Tough Love at the Office und im Italienischen bei Toshokan unter dem Originaltitel.